# Contea di Henry (Missouri)
La contea di Henry in inglese Henry County è una contea dello Stato del Missouri, negli Stati Uniti. La popolazione al censimento del 2000 era di 21 997 abitanti. Il capoluogo di contea è Clinton.